# Svantovit

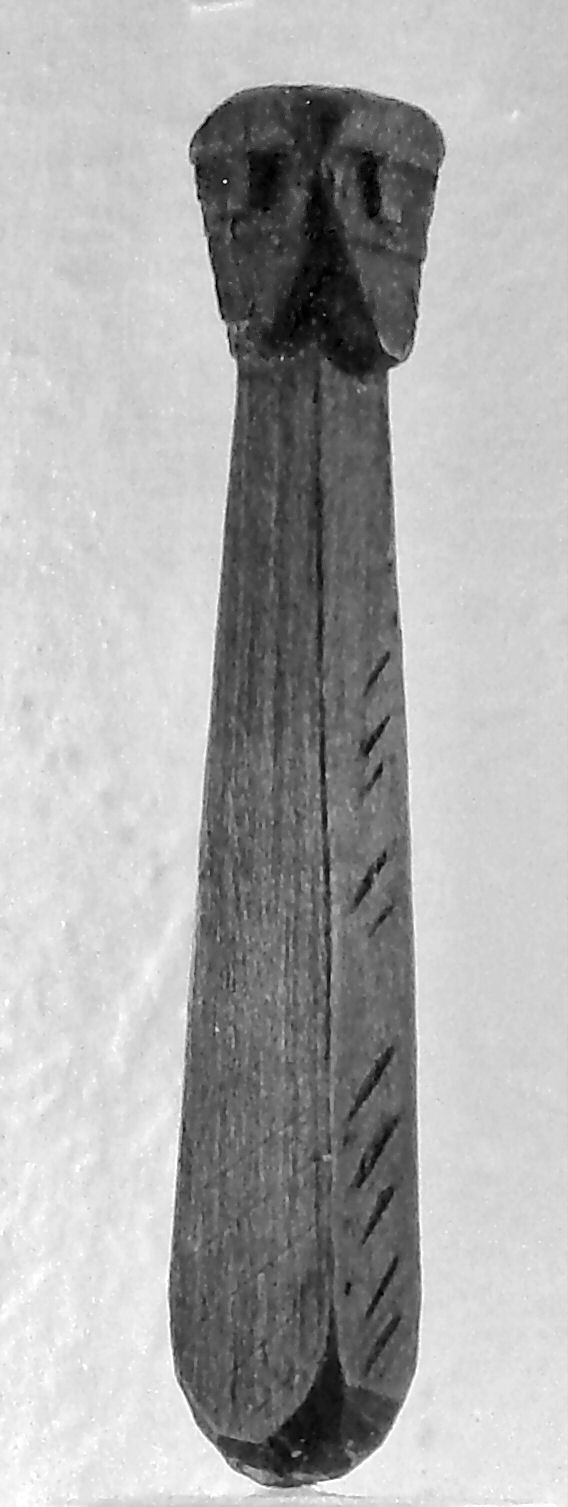
Une des quatre figures en bois de Svetovid datant du IXe siècle ou Xe siècle utilisées pour le culte domestique, Wolin, Pologne

Svantovit,,, Sventovit ou Svetovid est dans la mythologie slave le dieu de la guerre, de la fertilité et de l'abondance. Il était principalement vénéré sur l'île de Rügen au XIIe siècle. 
Parfois connu sous le nom de Beli (ou Biali) Vid (Beli signifiant « blanc », « brillant », « lumineux »), Svetovid est souvent représenté avec une épée ou un arc dans une main et une corne à boisson dans l'autre. Ses autres symboles principaux comprennent un cheval blanc. Ils étaient conservés dans son temple et servaient à la divination.
Selon le chroniqueur allemand, Helmold von Bosau, dans sa Chronica Slavorum (vers 1220-1170), Svantovit est une divinité des Wendes, des Slaves occidentaux, représentée comme un dieu à quatre têtes, adoré au Cap Arkona et mentionné comme étant le plus important de tous pour ces tribus. Son sanctuaire, à Arkona, fut détruit par Valdemar Ier de Danemark en 1168. 

## Apparence

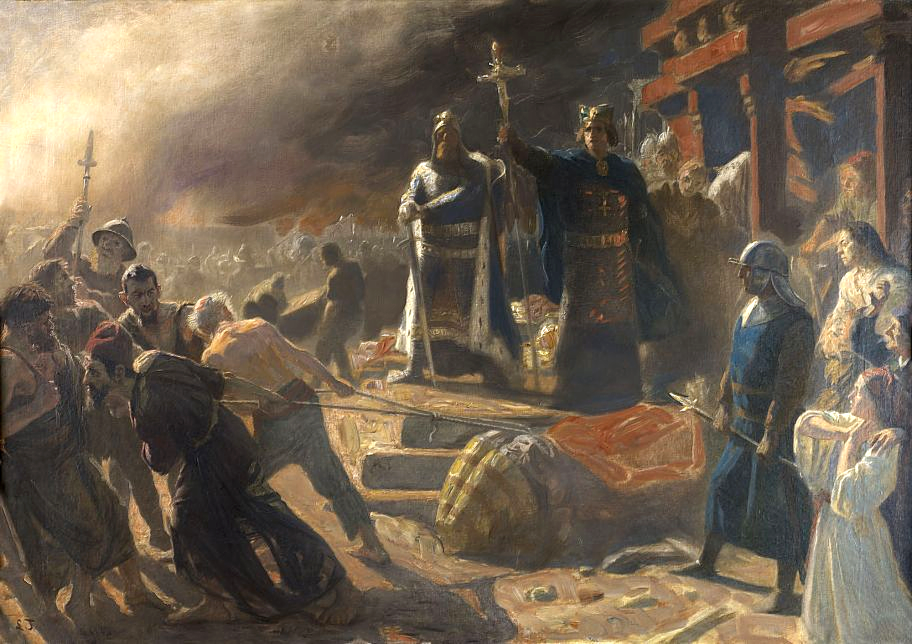
L'évêque Absalon renverse le dieu Svantevit à Arkona en 1169 (étude de Laurits Tuxen, vers 1890)

C'est grâce à l'historien danois Saxo Grammaticus que nous connaissons le sanctuaire, la forme de la statue du dieu, les festivités annuelles et les rituels prophétiques associés.
Svetovid est associé à la guerre et à la divination et représenté avec quatre têtes, deux regardant vers l'avant et deux vers l'arrière. Une statue le présente avec chaque tête regardant dans une direction, une représentation symbolique des cadres points cardinaux, et peut être des quatre saisons de l'année. Chaque face avait une couleur spécifique. La face nord du totem était blanche (représentant peut-être la Russie blanche / le Bélarus ou la mer Blanche), la face ouest rouge (la Ruthénie rouge), la face sud noire (la mer Noire) et la face est verte (Zelenyj klyn)[source insuffisante].
Selon le Dr Faith Wigzell, il était représenté tenant une corne remplie de vin qui lui permettait de prévoir les moissons, et accompagné d'un cheval blanc sacré qui l'aidait à prédire l'issue des guerres.

## Étymologie
Boris Rybakov a estimé que les quatre faces de l'idole représentaient les visages des dieux Péroun, Svarog, Lada et Mokosh. Ensemble, ils voient les quatre faces de la Terre, ce qui a donné naissance à une fausse étymologie du nom de Svetovid en tant que « celui qui peut voir le monde » (svet signifiant « monde » et vid signifiant « voir »). Cependant, les formes Sventevith et Zvantewith montrent que le nom vient du mot svętъ, signifiant « saint, sacré ». La seconde racine vit est parfois reconstituée en « seigneur, souverain, vainqueur ».
Le nom rapporté dans les chroniques des moines chrétiens de l'époque est Svantevit, ce qui, si cela a été transcrit correctement, pourrait être un adjectif signifiant « le naissant » (svantev, svitanje signifiant « aube, aurore », avec le suffixe it), ce qui implique une connexion avec l'« Étoile du matin » ou avec le Soleil lui-même.

## Autres noms
Hormis les noms cités ci-dessus, Svetovid peut aussi être trouvé comme Svitovyd (ukrainien), Svyatovit (autre nom ukrainien), Svyentovit (autre nom ukrainien), Svetovid (serbe, croate, slovène, macédonien, bosniaque et nom alternatif en Bulgarie), Suvid (autre nom serbe, croate et bosniaque), Svantevit (danois, sorabe, autre nom ukrainien et possiblement le nom original en langue proto-slave), Svantevid (autre nom serbe, croate et bosniaque), Svantovit (tchèque et slovaque), Svantovít (tchèque), Svantovid (autre nom en serbo-croate), Swantovít, Sventovit, Zvantevith (latin et autre nom en serbo-croate), Świętowit (polonais), Światowid, Sutvid, Svevid et Vid.

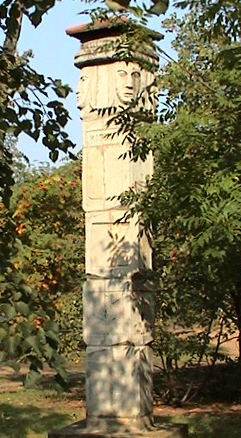
Statue moderne de Svetovid à Otrebusy en Pologne
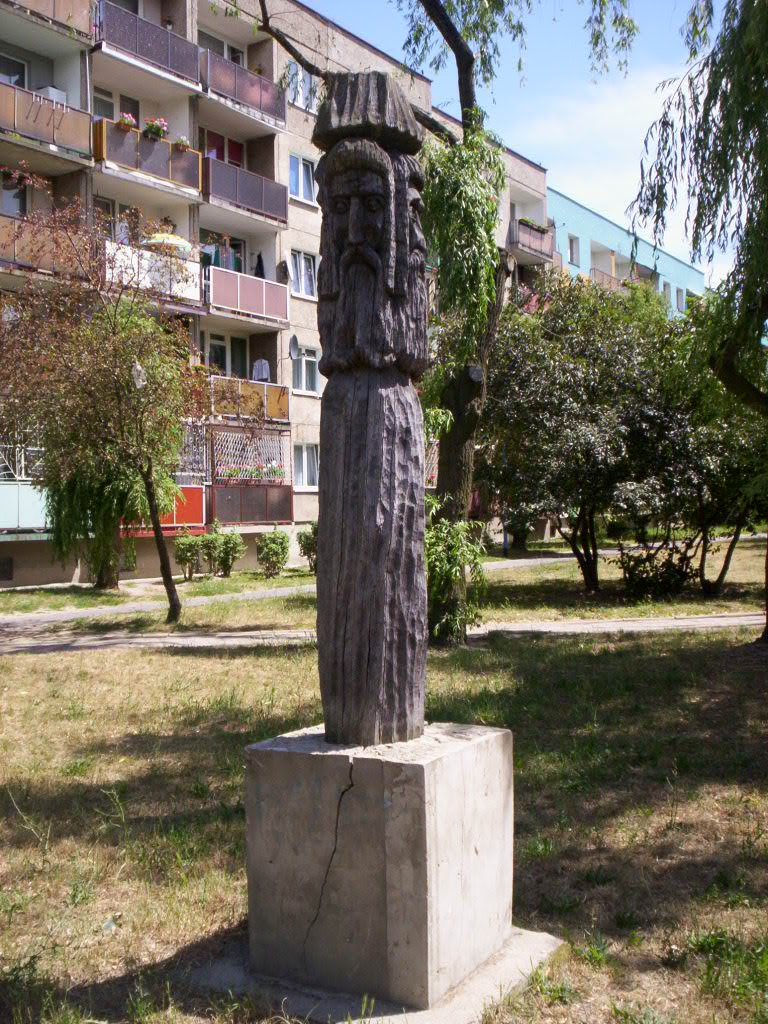
Statue moderne de Svetovid à Głogów en Pologne
Un cercle solaire de Svetovid, un symbole solaire slave dessiné sur l'Idole du Zbroutch
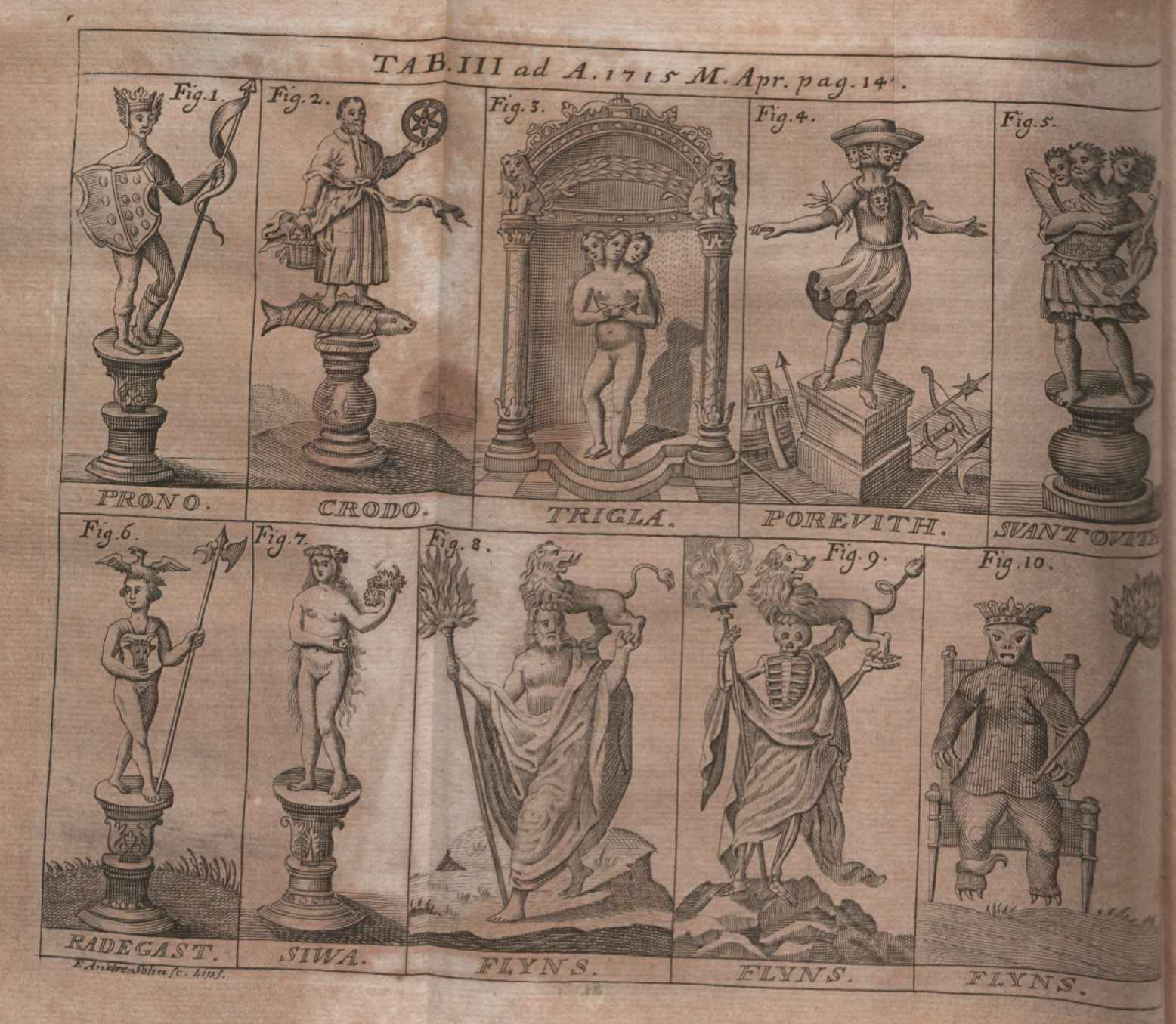
Sventovid dans une illustration des Acta Eruditorum, 1715

## Culte

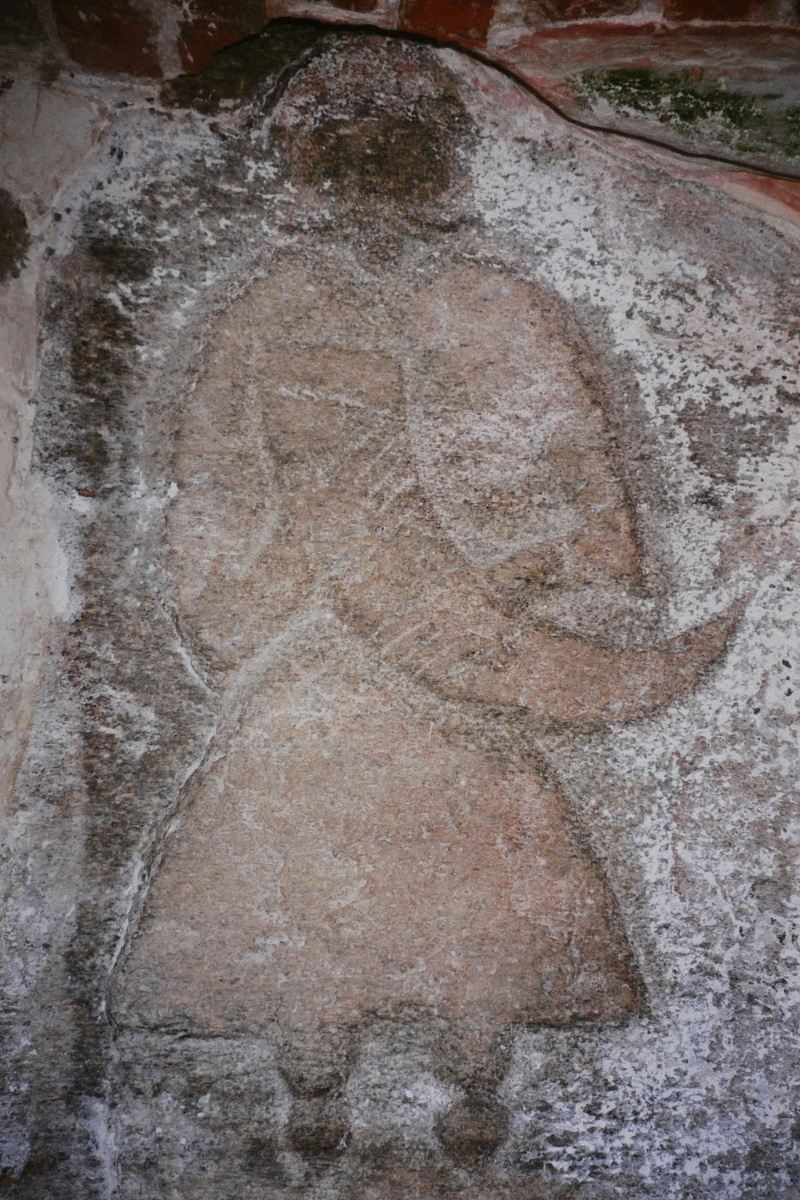
Pierre de Svantovit. Relief sur une brique de l'église paroissiale d'Altenkirchen, qui faisait probablement partie du Jaromarsburg

Le nom originel de l'île de Rügen dans la mer Baltique était Rujan (« rouge » en vieux-slave), ce qui pourrait se traduire par « l'île Rouge ». Les habitants autochtones de l'île étaient une tribu slave, les Rujani, dont le nom correspond à celui de l'île, et pouvant se traduire par « les gens de Rujan ». Après l'extermination et l'assimilation des Rujani par les Danois en 1168, le nom slave originel de Rujan a été transformé en Rügen en allemand et en Rugia en danois.
Selon plusieurs chroniques (par exemple la Geste des Danois de Saxo Grammaticus et la Chronica Slavorum de Helmold von Bosau), le temple de Svetovid à Jaromarsburg (en) contenait une statue géante en bois du dieu, le représentant avec quatre têtes (ou une tête avec quatre visages) et une corne d'abondance. Chaque année, la corne était remplie avec de l'hydromel.
Le temple était aussi le siège d'un oracle à partir duquel le grand prêtre lisait l'avenir de la tribu en observant le comportement d'un cheval blanc, symbole de Svetovid et en lançant des dés (les oracles liés à des chevaux ont une longue histoire dans la région, étant déjà attestés dans les écrits de Tacite). Le temple abritait également le trésor de la tribu et était défendu par un groupe de 300 guerriers à cheval qui formaient le cœur des forces armées de la tribu.
Svjatevit serait l'une des trois faces du Triglav et aurait été principalement honoré dans les pays baltes. En son honneur, on aurait célébré, chaque année, une grande fête à la fin de la moisson.[réf. nécessaire]

## Origine et interprétations
Des interprétations prétendent que Svetovid est un autre nom pour Radegast, tandis que d'autres affirment qu'il était un faux dieu, une invention des Wendes fondée sur le nom de Saint Vitus. äinsi, pour Othon de Bamberg, l’« apôtre de la Poméranie », Svantovit pourrait relever d'un syncrétisme à partir de Saint Vitus. Cependant, l'Église chrétienne avait pour pratique de remplacer des dieux païens existants et de transférer leur culte sur des personnes du folklore chrétien. Il semble probable que Saint Vitus a remplacé Svetovid. Selon une interprétation commune, Svetovid était la version Rujani du dieu commun à tous les Slaves Péroun[réf. nécessaire].
En Croatie, sur l'île de Brač, le plus haut point est appelé « la montagne de Vid ». Dans les Alpes dinariques, il y a un sommet appelé « Suvid » et une église dédiée à Saint Vitus. Parmi les Serbes, le culte de Svetovid est en partie préservé à travers la fête de Saint Vitus, "Vidovdan", un des événements les plus importants de l'année dans la tradition serbe chrétienne orthodoxe.
Certains[Qui ?] associent ce dieu des Slaves occidentaux au Vélès des Russes païens ou à Weiha (en) dans les régions intérieures des pays slaves.[réf. nécessaire]. 
Jean Haudry considère que le Svantovit d’Arkona est un Feu divin proche de l'Āthar avestique. Bernard Sergent a mis en évidence un ensemble de concordances précises entre les éléments connus de son culte et les Hyacinthies organisées à Amyclées dans la Grèce antique qui permettent de conclure à un héritage indo-européen : correspondance entre les quatre têtes de Svantovit et l'Apollon quadruple et janiforme ; entre les deux parties des festivités, l'une triste, l'autre gaie, séparées par une nuit passée dans le sanctuaire ; entre la « grande galette ronde au miel », symbole solaire, comme le disque d'Apollon ; le caractère guerrier des deux divinités ; le cheval blanc également symbole solaire et les Leucippides. Selon lui, certains éléments du rituel suggèrent que, comme pour les Hyacinthies, « le soleil, le cycle annuel de l'astre et le moment de l'année, étaient présents dans la trame symbolique de la fête. » Il conclut que Svantovit apparaît comme l’alter ego de Svarog : « son domaine est celui du feu, du ciel, des éclairs, du soleil. ».
L’indication selon laquelle son prêtre retient son souffle à l’intérieur du temple et en ressort pour respirer montre une pratique commune avec le culte de l'Iran mazdéen visant à préserver la pureté du feu, le rituel mazdéen proscrivant jusqu’à l’haleine de l’officiant, chargée de vapeur d’eau et, pour cette raison, considérée comme impure.